# Roccacannuccia
Roccacannuccia (talvolta scritto anche Rocca Cannuccia) è una località del comune di Nardò, in provincia di Lecce.

## Geografia fisica
La località sorge sulla strada provinciale Nardò-Copertino, a 4,5 km a nord da Nardò, 6,5 km (sud) da Copertino, 16 km (nord-ovest) da Galatina e 21 km (sud) da Lecce. L'abitato è situato non lontano dalla Masseria Manieri e dalla Contrada Olivastro, ed è affiancata dalla tratta ferroviaria Novoli-Nardò delle FSE. Nella località si trova un impianto di stoccaggio di rifiuti speciali.

## Il nome "Roccacannuccia"
Il toponimo Roccacannuccia è piuttosto conosciuto e usato principalmente nell'Italia centrale e meridionale. Viene utilizzato come locuzione indicante un luogo inesistente atto a rappresentare il comune italiano medio, principalmente nei disservizi, e soprattutto intendendolo come una località semisconosciuta e introvabile (con quest'accezione compare nel film TV Il grande maestro come località in cui va a lavorare Totò). Tale termine, che non ha alcuna relazione con la frazione neretina, viene usato per la sua fonetica buffa come forma di scherno, nell'indicare sarcasticamente istituzioni (ad esempio, essere il sindaco di Roccacannuccia) o strutture con grande considerazione di sé ma che contano realisticamente poco o nulla.